# Адміністративний устрій Берегівського району
Адміністративний устрій Берегівського району — адміністративно-територіальний поділ Берегівського району Закарпатської області на 1 селищну та 30 сільських рад, які об'єднують 43 населені пункти та підпорядковані Берегівській районній раді. Адміністративний центр — місто Берегове, яке є містом обласного значення та не входить до складу району.

## Список радБерегівського району
| №  | Назва                           | Центр             | Населені пункти                           | Площа км² | Місце за площею | Населення (2001), чол. | Місце за населенням |
| -- | ------------------------------- | ----------------- | ----------------------------------------- | --------- | --------------- | ---------------------- | ------------------- |
| 1  | Батівська селищна рада          | смт Батьово       | смт Батьово                               |           |                 | 3029                   |                     |
| 2  | Астейська сільська рада         | с. Астей          | с. Астей                                  |           |                 | 677                    |                     |
| 3  | Бадалівська сільська рада       | с. Бадалово       | с. Бадалово                               |           |                 | 1714                   |                     |
| 4  | Батрадівська сільська рада      | с. Батрадь        | с. Батрадь с. Горонглаб                   |           |                 | 2643                   |                     |
| 5  | Бенянська сільська рада         | с. Бене           | с. Бене                                   |           |                 | 1409                   |                     |
| 6  | Берегуйфалівська сільська рада  | с. Берегуйфалу    | с. Берегуйфалу                            |           |                 | 1926                   |                     |
| 7  | Боржавська сільська рада        | с. Боржава        | с. Боржава                                |           |                 | 1502                   |                     |
| 8  | Варівська сільська рада         | с. Вари           | с. Вари                                   |           |                 | 3147                   |                     |
| 9  | Великобактянська сільська рада  | с. Велика Бакта   | с. Велика Бакта                           |           |                 | 1047                   |                     |
| 10 | Великоберезька сільська рада    | с. Великі Береги  | с. Великі Береги                          |           |                 | 2766                   |                     |
| 11 | Великобийганська сільська рада  | с. Велика Бийгань | с. Велика Бийгань с. Мала Бийгань         |           |                 | 3193                   |                     |
| 12 | Галаборська сільська рада       | с. Галабор        | с. Галабор                                |           |                 | 752                    |                     |
| 13 | Гатянська сільська рада         | с. Гать           | с. Гать с. Чикош-Горонда                  |           |                 | 3202                   |                     |
| 14 | Гечанська сільська рада         | с. Геча           | с. Геча                                   |           |                 | 1030                   |                     |
| 15 | Гутівська сільська рада         | с. Гут            | с. Гут                                    |           |                 | 1353                   |                     |
| 16 | Дийдянська сільська рада        | с. Дийда          | с. Дийда                                  |           |                 | 2013                   |                     |
| 17 | Запсонська сільська рада        | с. Запсонь        | с. Запсонь                                |           |                 | 1799                   |                     |
| 18 | Квасівська сільська рада        | с. Квасово        | с. Квасово                                |           |                 | 899                    |                     |
| 19 | Кідьошська сільська рада        | с. Кідьош         | с. Кідьош                                 |           |                 | 895                    |                     |
| 20 | Косоньська сільська рада        | с. Косонь         | с. Косонь                                 |           |                 | 2338                   |                     |
| 21 | Мочолянська сільська рада       | с. Мочола         | с. Мочола с. Гуняді                       |           |                 | 1000                   |                     |
| 22 | Мужіївська сільська рада        | с. Мужієво        | с. Мужієво                                |           |                 | 2086                   |                     |
| 23 | Нижньореметівська сільська рада | с. Нижні Ремети   | с. Нижні Ремети с. Верхні Ремети          |           |                 | 1354                   |                     |
| 24 | Оросіївська сільська рада       | с. Оросієво       | с. Оросієво                               |           |                 | 895                    |                     |
| 25 | Попівська сільська рада         | с. Попово         | с. Попово с. Гетен с. Мале Попово         |           |                 | 1900                   |                     |
| 26 | Рафайнівська сільська рада      | с. Рафайново      | с. Рафайново                              |           |                 | 974                    |                     |
| 27 | Свободянська сільська рада      | с. Свобода        | с. Свобода с. Бадів с. Бакош с. Данилівка |           |                 | 2881                   |                     |
| 28 | Четфалвівська сільська рада     | с. Четфалва       | с. Четфалва                               |           |                 | 755                    |                     |
| 29 | Чомська сільська рада           | с. Чома           | с. Чома                                   |           |                 | 916                    |                     |
| 30 | Шомівська сільська рада         | с. Шом            | с. Шом с. Каштаново                       |           |                 | 1353                   |                     |
| 31 | Яношівська сільська рада        | с. Яноші          | с. Яноші с. Балажер                       |           |                 | 2846                   |                     |

* Примітки: смт — селище міського типу, с. — село